# Болото Туманов
Боло́то Тума́нов (лат. Palus Nebularum) — область на поверхности Луны, расположенная между кратерами Кассини и Теэтет (хотя иногда указывают, что Теэтет лежит в самом болоте). Это название не входит в современный официальный список названий деталей поверхности Луны, составленный Международным Астрономическим союзом, и считается частью Моря Дождей.

## Этимология
Впервые название «Болото Туманов» появилось в книге «The Moon, and the Condition and Configurations of Its Surface» опубликованной Э. Нейсоном (Edmund Neville Nevill) в 1876 году. Это название было включено в каталог «Collated List», изданный Мэри Блэгг в 1913 году.
Болото Туманов под № 922 было включено в первую официальную номенклатуру объектов на поверхности Луны Международного Астрономического союза, изданный М. Благг и К. Мюллером в 1935 году.
Болото Туманов было исключено из обновлённой номенклатуры в соответствии с «Photographic Lunar Atlas» изданным Дж. Койпером в 1960 году. Было указано, что данная область не заслуживает отдельного названия.